# Debar
Debar (makedonsko Дебaр, albansko Dibër ali Dibra) je mesto s skoraj 15.000 prebivalci na zahodu Severne Makedonije, v bližini meje z Albanijo. Leži med gorami Dešat, Stogovo in Jablanica. V bližini mesta leži Debarsko jezero, zajezitveno jezero na reki Črni Drim.

## Ime
Ime mesta v makedonščini je Дебар (Debar), v albanščini Dibër/Dibra ali Dibra e Madhe (kar pomeni Velika Dibra, v nasprotju z drugim Dibërom v Albaniji). V srbščini Debar (Дебар), v bolgarščini Debǎr (Дебар), v turščini Debre ali Debre-i Bala, v grščini Dívrē (Δίβρη) ali Dívra (Δίβρα), v starogrščini Dèvoros Δήβορος in v rimskih časih kot Deborus.

## Geografija
Debar obdajajo planine Dešat, Stogovo, Jablanica in Bistra.
Leži na nadmorski višini 625 metrov, poleg Debarskega jezera, reke Črni Drim in njene manjše reke Radike, ki se izliva v njo.

## Prebivalstvo
Debar je mesto z večinskim albanskim prebivalstvom. Po podatkih popisa iz leta 2002 je Debar imel 14 561 prebivalcev, od tega:
- 10 768 (74,0 %) Albancev
- 1415 (9,7 %) Turkov
- 1079 (7,2 %) Romov
- 1054 (7,2 %) Makedoncev
- 245 (1,7 %) ostalih

## Zgodovina
Najzgodnejši zapis o Debarju je pod imenom Deborus na zemljevidu, ki ga je narisal astronom in kartograf Ptolomaj v 2. stoletju.
Bizantinski cesar Bazilij II. je vedel za njegov obstoj, zgodovinarka Ana Komnena je v Aleksiadi zapisala ime kot Devré, Feliks Petančič pa ga je leta 1502 omenil kot Dibri.
Potem ko je Samuela Bolgarskega leta 1014 premagal bizantinski cesar Bazilij II., je Debar pripadel bitolski škofiji.
V obdobju med 12., 13. in zgodnjim 14. stoletjem je Debarju vladala albanska plemiška družina Gropa. V drugi polovici 14. stoletja do prve polovice 15. stoletja je vladala kneževina Kastrioti, albanska srednjeveška kneževina, ki ji je vladala plemiška družina Kastrioti in kasneje od leta 1443 albanska država, Liga Lezhë. Debar je padel pod oblast Osmanskega cesarstva, ko je lokalni vladar Gjon Kastrioti umrl kmalu po tem, ko so bili njegovi štirje otroci vzeti za talce.
Leta 1395 so ga osvojili Osmani, nato pa je postal sedež sandžaka Dibra.
Leta 1440 je bil Skenderbeg imenovan za sandžak bega.
Gjergj Kastrioti je preživel, da je leta 1444 vzel nazaj očetovo deželo in združil vso Albanijo. Kip Skanderbega, ki je večji od naravne velikosti, krasi središče Dibëra, kar kaže na naklonjenost domačinov njegovemu cilju. Med osmansko-albanskimi vojnami med leti 1443-1479 je bila regija Dibër mejna črta med Osmani in ligo Lezhë, ki jo je vodil Skenderbeg, in je postala območje nenehnih konfliktov. V bližini Debra sta bili dve veliki bitki, 29. junija 1444 bitka pri Torviollu in 27. septembra 1446 bitka pri Otonetë, ki sta se končali s porazom osmanske vojske in zmagami Albancev.
Debar so ponovno zavzeli Turki in postal znan kot Debre. Mesto pa se je nenehno upiralo turški oblasti, nenazadnje tudi zaradi bogastva številnih turških begov in ag, ki so tam živeli od lokalnih davkov in mastnosti zemlje. Turška oblast je prinesla tudi trgovino v Debar in mestno središče je raslo in postalo znano po svoji obrtni industriji. Velik del arhitekture iz tistega obdobja je še ohranjen.
V začetku 19. stoletja, ko se je Debar uprl turškemu sultanu, je francoski popotnik, publicist in znanstvenik Ami Boue opazil, da ima Debar 64 trgovin in 4200 prebivalcev. Najprej je bilo središče sandžakov v vilajetu Scutari pred letom 1877, nato pa v vilajetu Manastir med leti 1877-1912 kot Debre ali Debre-i Bala (»zgornji Debre« v osmanski turščini, v nasprotju z Debre-i Zir, kar je bilo turško ime Peškopija ).
V poznem osmanskem obdobju je bilo Debre (Debar) mesto z 20.000 prebivalci, 420 trgovinami, 9 mošejami, 10 medresami, 5 tekijami, 11 državnimi osnovnimi šolami, 1 srednjo šolo, 3 krščanskimi osnovnimi šolami in 1 cerkvijo. V mestu je bila nameščena tudi divizija otomanske vojske.
Debar je bil močno vključen v nacionalno albansko gibanje in 1. novembra 1878 so albanski voditelji mesta sodelovali pri ustanovitvi Prizrenske lige.
Leta 1907 je bil v mestu kongres v Dibri, s katerim je albanščina postala uradni jezik v Osmanskem cesarstvu. Kongres je dovolil, da se prvič v cesarstvu zakonito poučuje albanščina v šolah.
Po zavzetju mesta Debar s strani Srbije je veliko njegovih albanskih prebivalcev pobegnilo v Turčijo, ostali so odšli v Tirano. Od tistih, ki so končali v Carigradu, so se nekateri odselili v Albanijo, predvsem v Tirano, kjer je skupnost Dibran tvorila pomemben segment prebivalstva glavnega mesta od leta 1920 naprej in nekaj let zatem.
Med balkanskimi vojnami 1912–1913 so Debar ponovno zavzeli Albanci, a so ga nato predali Kraljevini Srbov, Hrvatov in Slovencev kot nagrado za pomoč zaveznikom med prvo svetovno vojno. Potem so bili številni Srbi in Črnogorci spodbujeni, da so se naselili v Debru, kar je bila običajna taktika za zagotovitev, da se novo pridobljena zemlja bolj poveže z domovino.
Med letoma 1915 in 1918 ga je zasedla Kraljevina Bolgarija.
Od leta 1929 do 1941 je bil Debar del Vardarske banovine Kraljevine Jugoslavije.
Debar je bil skupaj z večino zahodne Severne Makedonije priključen Kraljevini Albaniji pod italijanskim nadzorom 17. aprila 1941 po invaziji Osi na Jugoslavijo med drugo svetovno vojno. Albanija je bila uradno protektorat Italije, zato so bile naloge javne uprave prenesene na albanske oblasti. V Debru so bile ustanovljene šole albanskega jezika, radijske postaje in časopisi. Ko je Italija kapitulirala septembra 1943, je Debar prešel v nemške roke. Leta 1944, po dvomesečnem boju za mesto med komunistično albansko narodnoosvobodilno fronto in nemškimi silami, ki so držale mesto, vključno z divizijo SS Skanderbeg, so komunisti pod vodstvom Haxhija Lleshija 30. avgusta 1944 končno zavarovali Debar.
Po prenehanju sovražnosti s koncem druge svetovne vojne in vzpostavitvijo komunizma tako v Albaniji kot v Jugoslaviji je Debar prešel nazaj v jugoslovanske roke.

## Kultura
Nekateri najboljši obrtniki, rezbarski mojstri in gradbeniki so prihajali iz regije Debar in so bili prepoznani po svojih spretnostih pri ustvarjanju podrobnih in impresivnih lesorezbarij, slikanju čudovitih ikon in gradnji edinstvene arhitekture. Pravzaprav je bil Debar ena od takrat znanih treh lesorezbarskih šol v regiji, drugi dve sta bili Samokov in Bansko. Njihovo delo je mogoče videti v številnih cerkvah in kulturnih stavbah po vsem Balkanskem polotoku. Šola rezbarstva Mijak je postala znana po svoji umetniški odličnosti, neverjeten primer, ki ga danes lahko vidijo turisti, pa je ikonostas v bližnjem samostanu svetega Jovana Bigorskega v bližini mesta Debar. Samostan je bil obnovljen v 19. stoletju in stoji na pobočju gore Bistre, nad bregom reke Radike. Samostan je bil zgrajen na ostankih starejše cerkve iz leta 1021.
Drug pomemben verski spomenik je samostan sv. Gjorgija v vasi Rajčica v neposredni bližini Debra. Samostan je bil nedavno zgrajen.
Grigor Parličev je leta 1860 v Atenah dobil naslov Drugi Homer za pesem Serdar. Na podlagi ljudske pesmi obravnava podvige in junaško smrt Kuzmana Kapidana, slavnega junaka in zaščitnika debarskega krščanskega ljudstva v boju z razbojniki.
Nekateri najstarejši in najbogatejši albanski epi še vedno obstajajo v regijah Debar in so del albanske mitološke dediščine.
Debar je znan tudi po uživanju pice. Od leta 2018 je imel Debar eno picerijo na vsakih 3000 prebivalcev, izseljenci iz mesta pa so v ZDA odprli približno 50 picerij.

## Partnersko mesto
Partnersko mesto Debra:
- Vidin, Bolgarija